# إدوارد بيكر
إدوارد بيكر (بالإنجليزية: Edward Baker)‏ (9 فبراير 1846 في المملكة المتحدة - 30 يونيو 1913) هو لاعب كريكت بريطاني (وحمل سابقاً جنسية المملكة المتحدة لبريطانيا العظمى وأيرلندا). لعب مع Kent County Cricket Club ‏.

## وصلات خارجية
- إدوارد بيكر على موقع إي آس بي آن كريك إنفو (الإنجليزية)